# 10478 Альсабті
10478 Альсабті (1981 WO, 1976 YG6, 1978 EH5, 1981 UG14, 1986 TA10, 1986 TT18, 1991 RX16, 10478 Alsabti) — астероїд головного поясу, відкритий 24 листопада 1981 року.
Тіссеранів параметр щодо Юпітера — 3,220.